# Трес Амигос, Ранчо Бланко (Гереро)
Трес Амигос, Ранчо Бланко (шп. Tres Amigos, Rancho Blanco) насеље је у Мексику у савезној држави Чивава у општини Гереро. Насеље се налази на надморској висини од 2040 м.

## Становништво
Према подацима из 2010. године у насељу је живело 7 становника.

### Хронологија
| Година       | 2000      | 2005 | 2010 |
| ------------ | --------- | ---- | ---- |
| Становништво | 7 (4 / 3) | 4    | 7    |

### Попис
| # | Индикатор                     | Вредност |
| - | ----------------------------- | -------- |
| 1 | Укупно домаћинстава           | 3        |
| 2 | Укупно насељених домаћинстава | 2        |
| 3 | Величина локације             | 1        |